# Kardinalitetmått
Ett kardinalitetmått eller räknemått är ett mått som mäter kardinaliteten för mängder. Kardinalitetmåttet används mestadels som ett enkelt exempel för mått men det också har tillämpningar i serieteori. 

## Definition
Låt {\displaystyle X\,} vara en mängd. Kardinalitetmåttet för mängden är en funktion {\displaystyle \mu :{\mathcal {P}}(X)\rightarrow [0,\infty ]}, definierad som:
{\displaystyle \mu (A)=\left\{{\begin{matrix}{\mbox{card}}(A),&{\textrm {om}}\ A{\mbox{ är ändlig}}\\+\infty ,&{\textrm {om}}\ A{\mbox{ är oändlig}},\end{matrix}}\right.}
där card(A) är kardinaliteten för mängden A. Kardinalitetmåttet är ett mått.

## Egenskaper
Det finns en koppling mellan kardinalitetmått och Diracmått: om {\displaystyle A\subset X\,} så är
{\displaystyle \mu (A)=\sum _{x\in A}\delta _{x}(X).}
Kardinalitetmått är nolldimensionella Hausdorffmått:
{\displaystyle \mu ={\mathcal {H}}^{0}.}

## Serieteori
Kardinalitetmåttet har tillämpningar i serieteori. Om {\displaystyle X\,} är uppräknelig, d.v.s. 
{\displaystyle X=\{x_{i}:i\in \mathbb {N} \}\,},
är kardinalitetmåttets måttintegral en serie: om {\displaystyle f:X\rightarrow \mathbb {R} \,} är
{\displaystyle \int _{X}\,f\,d\mu =\sum _{i=1}^{\infty }f(x_{i}).}
Alltså f är integrerbar om och endast om serien {\displaystyle \sum _{i=1}^{\infty }f(x_{i})} är absolutkonvergent.
Detta innebär också att vi man kan bevisa Hölders olikhet och Minkowskis olikhet för serier med Lp-normens Hölders och Minkowskis olikheter som är till för integraler.